# Medi de Larisa
|  | No s'ha de confondre amb Medi de Larisa (tirà). |

Medi (grec antic: Μήδιος, llatí: Medius), fill de Oxítemis, fou un militar tessali nadiu de Larisa i amic d'Alexandre el Gran, a qui acompanyava a l'expedició a l'Indus comandant una trirrem; però, a part d'aquesta menció, no se sap res més de les seves actuacions militars.
Sembla que tenia el favor d'Alexandre, i va ser a casa seva en el sopar just abans de la seva darrera malaltia, i aquells autors que deien que el rei havia estat enverinat l'acusaven de ser el que va donar el verí a Alexandre; no obstant això, la major part pensen que la malaltia es va poder deure als excessos del rei. Plutarc l'acusa de manera desfavorable com a instigador de les accions reprovables d'Alexandre.
Després de la mort d'Alexandre, Medi va seguir a Antígon el Borni i l'any 314 aC va dirigir la seva flota. Va obtenir una notable victòria sobre Cassandre en la que es va apoderar de 36 vaixells. El 313 aC va conquerir Milet, i tot seguit va fer aixecar el setge que Cassandre tenia posat a Òreos, a l'illa d'Eubea. El 312 aC Antígon el va enviar amb una flota de 150 vaixells a Grècia i va desembarcar a Beòcia un exèrcit dirigit per Ptolemeu; tot seguit va retornar a Àsia i va cooperar amb Antígon a l'Hel·lespont. L'any 306 aC era present a la batalla que es va produir davant de Salamina de Xipre, dirigint l'ala esquerra de la flota de Demetri Poliorcetes. Segons Plutarc, va acompanyar a Antígon a la seva expedició fracassada a Egipte, el mateix any, després de la qual ja no torna a ser esmentat. Estrabó parla d'ell com si hagués escrit una obra de temàtica històrica, però la menció no és clara.